# Cryptocephalus bicolor
Cryptocephalus bicolor is een keversoort uit de familie bladkevers (Chrysomelidae). De wetenschappelijke naam van de soort werd in 1818 gepubliceerd door Johann Friedrich von Eschscholtz.